# Malte Bühring
Malte Bühring (* 8. Januar 1939 in Münster; † 18. September 2014) war ein deutscher Internist und erster ordentlicher Professor für Naturheilkunde in Deutschland nach dem Zweiten Weltkrieg.

## Leben
Malte Bühring studierte Humanmedizin und wurde 1966 mit einer Arbeit über die Chirurgie der Beugesehnen an der Hand zum Dr. med. promoviert. Unter Gunther Hildebrandt arbeitete er in Marburg zur Rehabilitation, ab 1972 bei Karl Pirlet in Frankfurt. Dort habilitierte er sich 1981 mit einer Arbeit über Hyperthermie und schloss 1985 die Weiterbildung zum Facharzt für Innere Medizin ab. Im Folgejahr übernahm er mit der Emeritierung des Ordinarius Pirlet die kommissarische Abteilungsleitung. Von 1987 bis 1989 war er Präsident der Deutschen Gesellschaft für Physikalische Medizin und Rehabilitation.
Nachdem die Bewerbung für den Lehrstuhl Physikalische Medizin und Rehabilitation in Wien erfolglos gewesen war, wurde Bühring 1989 kurz vor dem Mauerfall auf den bundesweit ersten Lehrstuhl für Naturheilkunde an die Freie Universität Berlin berufen. Zudem fungierte er später als internistischer Chefarzt im Krankenhaus Moabit. 2003 ging er in den Ruhestand.
Bühring beschäftigte sich wissenschaftlich vorrangig mit den klassischen Naturheilverfahren, das Licht in Prävention und Therapie bildete einen besonderen Schwerpunkt. Er erforschte natürliche und künstliche UV-Bestrahlung als physiologisches Regulans des Vitamin-D-Haushalts für die Indikationen Hypertonie und terminale Niereninsuffizienz. Daneben befasste er sich u. a. mit der Hydrotherapie und Balneologie sowie mit Atemgymnastik bei Asthma bronchiale.

## Schriften (Auswahl)
- Zur Chirurgie der Beugesehnen an der Hand. München 1966. (Dissertation)
- Zur Physiologie und zur Pathophysiologie der Hyperthermie, Untersuchungen im Überwärmungsbad. Frankfurt 1981. (Habilitation)
- Klinik der Hyperthermie. Untersuchungen im Überwärmungsbad. Hippokrates, Stuttgart 1984. ISBN 3-7773-0676-2
- als Hrsg. mit Reinhard Saller: Wirkprinzipien in der physikalischen Therapie. Internationales Symposium anlässlich des 65. Geburtstages von Prof. Dr. med. K. Pirlet am 7. Dezember 1985 in Frankfurt am Main. Verlag für Medizin Fischer, Heidelberg 1985. ISBN 3-88463-089-X
- Naturheilkunde. Grundlagen – Ideen – Konzepte. Urachhaus, Stuttgart 1991. (Antrittsvorlesung Lehrstuhl Naturheilkunde) ISBN 3-87838-692-3
- als Hrsg. mit Johann D. Ringe: Osteoporose. Pathogenese, Diagnostik und Therapiemöglichkeiten. De Gruyter, Berlin und New York 1991. ISBN 3-11-012028-3
- als Hrsg. mit Fritz Hubertus Kemper: Naturheilverfahren und unkonventionelle medizinische Richtungen. Springer, Berlin, Heidelberg, New York, London, Paris, Tokyo, Hong Kong, Barcelona und Budapest 1992 bis 2004. (Loseblattsammlung, 2009 eingestellt)
- als Hrsg. mit Ernst G. Jung: UV-Biologie und Heliotherapie. Hippokrates, Stuttgart 1992. ISBN 3-7773-1004-2
- mit Bernhard Harrer: Forschungspreise in der Naturheilkunde und Physiotherapie. Stifter – Themen – Modalitäten. ISMH, Geretsried 1995. ISBN 3-9804437-5-2
- Naturheilkunde. Grundlagen, Anwendungen, Ziele. Verlag C.H.Beck, München 1997. ISBN 3-406-41879-1
- mit Roland Braun, Matthias Schuler, Andreas Hoffmann: Original-Prüfungsfragen mit Kommentar GK 3. Teil: Naturheilverfahren; Anästhesiologie/Intensivmedizin; Notfallmedizin; Therapie chronischer Schmerzen; Zahn-, Mund-, Kiefererkrankungen. 7. Auflage. Thieme, Stuttgart 2003. ISBN 3-13-112917-4